# ابن لنكك
ابن لنكك (ت: 360 هـ / 970 م) هو أديب ونحوي وشاعر، من أهل البصرة. هو أبو الحسن محمد بن محمد بن جعفر البصري، المعروف بابن لنكك. نشأ في البصرة وقدم إلى بغداد لطلب العلم. توفي بين سنتي 360 هـ و 362 هـ.
من آثاره: رسالة «في فضل الورد على النسرين» ، وجمع ديوان الخبز ارزي.